# Soing-Cubry-Charentenay
Soing-Cubry-Charentenay è un comune francese di 460 abitanti situato nel dipartimento dell'Alta Saona nella regione della Borgogna-Franca Contea.

## Società

### Evoluzione demografica
Abitanti censiti